# Межобщинные конфликты в Нигерии
Межобщинные конфликты в Нигерии — серия конфликтов на территории Нигерии между этническими, религиозними и культурными группами населения.
Межобщинные конфликты в Нигерии можно разделить на две большие категории:
- Этнорелигиозные конфликты, приписываемые субъектам, которые в основном разделены культурными, этническими или религиозными общинами и идентичностями, например, случаи религиозного насилия между христианскими и мусульманскими общинами.[3]
- Конфликты между пастухами и фермерами[англ.], обычно включающие споры по поводу земли и/или скота между пастухами (в частности, фулани и хауса) и фермерами (в частности, адара, бером, тив и тарок).

Больше всего пострадали штаты Среднего пояса Нигерии, такие как Бенуэ, Тараба и Плато. Насилие достигло двух пиков в 2004 и 2011 годах, когда в те годы погибло около 2000 человек. Только в 2015 году в результате этого погибло более 700 человек.

## Причины
Изменение климата сыграло важную роль в миграции пастухов фулани.
Африканские страны больше всего пострадали от изменения климата во всем мире. Это способствовало миграции пастухов фулани с севера на юго-запад Нигерии. Как видно из модели «Толкай и тяни», опустынивание, оползни, засухи, загрязнение окружающей среды, песчаные бури и болезни, которые возникли в результате климатических изменений, вынудили пастухов фулани покинуть свои общины. В основном это связано с засухами, которые продолжаются дольше, чем ожидалось, например, с испарением озера Чад. Более того, болезни развились из-за климатических условий и приводят к гибели животных этих пастухов. Таким образом, многие фулани, также известные как «бороро», склонны мигрировать на юг, где лучше растительность, погодные условия, рыночные возможности и надежда.

## Конфликты между пастухами и фермерами
С момента основания Четвертой Нигерийской Республики в 1999 году насилие между фермерами и пастухами привело к гибели тысяч людей и перемещению еще десятков тысяч. Отсутствие безопасности и насилие побудили многие группы населения создать силы самообороны и этнические ополчения, которые прибегли к дальнейшему насилию. Большинство столкновений между фермерами и пастухами произошло между пастухами-мусульманами фулани и крестьянами-христианами, что усугубило этнорелигиозную вражду.

## Другие примеры
Существуют дополнительные случаи этнического насилия в Нигерии; часто это городские беспорядки или что-то в этом роде, например, беспорядки йоруба-хауса в Лагосе, Погромы 1966 года в Нигерии или столкновения между ицекири и иджау в штате Дельта. Другими являются земельные споры между соседями, такие как столкновения между Иле-Ифе и Модакеке в конце 1990-х годов и в штате Эбони в 2011 году.